# John Opio
John Opio est un boxeur ougandais né le 28 octobre 1951.

## Carrière
John Opio est médaillé d'argent dans la catégorie des poids super-welters aux championnats d'Afrique de Nairobi en 1972. Aux Jeux olympiques d'été de 1972 à Munich, il est éliminé au deuxième tour dans la catégorie des poids super-welters par le Bulgare Nayden Stanchev. 
Dans la catégorie des poids moyens, il est médaillé d'argent aux Jeux africains de Lagos en 1973.